# Épiais
Épiais település Franciaországban, Loir-et-Cher megyében. Lakosainak száma 119 fő (2022. január 1.). Épiais La Chapelle-Enchérie és Oucques La Nouvelle községekkel határos.

## Népesség
A település népességének változása:
| Lakosok száma | 185  | 121  | 87   | 115  | 147  | 138  | 136  | 130  | 127  | 119  |
|               | 1968 | 1982 | 1990 | 2006 | 2013 | 2015 | 2017 | 2019 | 2020 | 2022 |